# Stichting Vredescentrum Eindhoven
De Stichting Vredescentrum Eindhoven is een multidisciplinair centrum voor technische vraagstukken van vrede en veiligheid in de Nederlandse stad Eindhoven. 

## Geschiedenis
Het Vredescentrum is in 1988 gestart als een commissie ingesteld door het College van Bestuur van de Technische Universiteit Eindhoven (TU/e). In 2008 werd de commissie opgeheven. Het Vredescentrum werd voortgezet als onafhankelijke stichting, de Stichting Vredescentrum Eindhoven. Ondanks dat er sindsdien geen formele band meer is tussen het centrum en de universiteit, blijven de activiteiten voornamelijk gericht op de medewerkers en studenten van de TU/e.

## Activiteiten
Regelmatig organiseerde het Vredescentrum lezingen en symposia voor een breed publiek. Sprekers waren daarbij onder meer (oud-)ministers, Tweede Kamerleden, Europarlementariërs, hoge ambtenaren en militairen, wetenschappers, journalisten en vertegenwoordigers van bedrijfsleven en maatschappelijke organisaties.
Het centrum gaf een eigen (digitaal) tijdschrift uit: VredesTerts Periodiek.
Daarnaast verzorgde het centrum de collegereeks Techniek, Vrede en Veiligheid, een keuzevak voor TU/e-studenten. In de reeks kwamen onderwerpen aan bod als nucleaire, biologische en chemische ontwapening, de mogelijke gevolgen van nieuwe technologieën voor vrede en veiligheid, conflictpreventie en -beheersing, en ethiek. De collegereeks werd verder verzorgd door de faculteit Industrial Engineering & Innovation Sciences van de TU/e, tot aan het collegejaar 2015/16, waarna deze is stopgezet.

## Organisatie
Tot 2008 was het Vredescentrum een commissie met leden en plaatsvervangende leden vanuit de wetenschappelijke staf van de verschillende faculteiten aan de TU/e. Daarnaast had de commissie een aantal studentleden. De commissie werd ondersteund door een secretaris.
Met de overgang naar de stichtingsvorm, is de organisatiestructuur veranderd. De stichting wordt geleid door een bestuur. Adviseurs en vrijwilligers leveren een belangrijke bijdrage aan het centrum. Er is een nauwe samenwerking met verschillende andere (vredes)organisaties in Eindhoven, zoals het Vredesburo en Green Cross Nederland.